# Фару
Фару (на португалски: Faro) е португалски град и столица на южната провинция Алгарв, който се намира на брега на Атлантическия океан. Населението на общината е 64 560 жители, от които 47 575 живеят в града (по данни от преброяването от 2011 г.). Общата общинска площ е 201,59 кв. км.

## Култура и спорт
През 2005 г. Фару е избран и провъзгласен от правителството за национална столица на културата. В града има 5 музея, а в околностите му се намира прочутият стадион Щадийо ду Алгарв.
Във Фаро има 3 футболни клуба, от които най-големият е Спортинг Клуб Фаренсе (на португалски: Sporting Club Farense).

## Образование
Фару е голям образователен център, със своите множество техникуми, училища и Универсидадъ ду Алгарв, създаден през 1979 – единственият държавен университет на Алгарв с база в кампус Пеня, в самото населено място.

## Транспорт
Във Фару се намира второто по важност летище в Португалия. Аеропорто Интернационал де Фару е вратата към големия туристически регион Алгарв, с директни връзки до Лисабон, най-важните европейски столици и северноевропейски градове.
Фару има жп връзка с цялото крайбрежие на Алгарв и развити междуградски и градски автобусни линии.
Макар че в града има няколко кея, водният транспорт не е от голямо значение.

## Климат
| Средно        | Януари | Февруари | Март  | Април | Май   | Юни   | Юли   | Август | Септември | Октомври | Ноември | Декември |
| Мин/макс (°C) | 8/16   | 9/17     | 11/19 | 12/20 | 14/23 | 23/29 | 28/36 | 29/37  | 18/27     | 15/23    | 12/20   | 10/17    |
| Шанс за дъжд  | 23%    | 15%      | 20%   | 21%   | 17%   | 7%    | 2%    | 2%     | 17%       | 35%      | 27%     | 35%      |